# Evangelisch-reformierte Kirche (Bremen-Rekum)

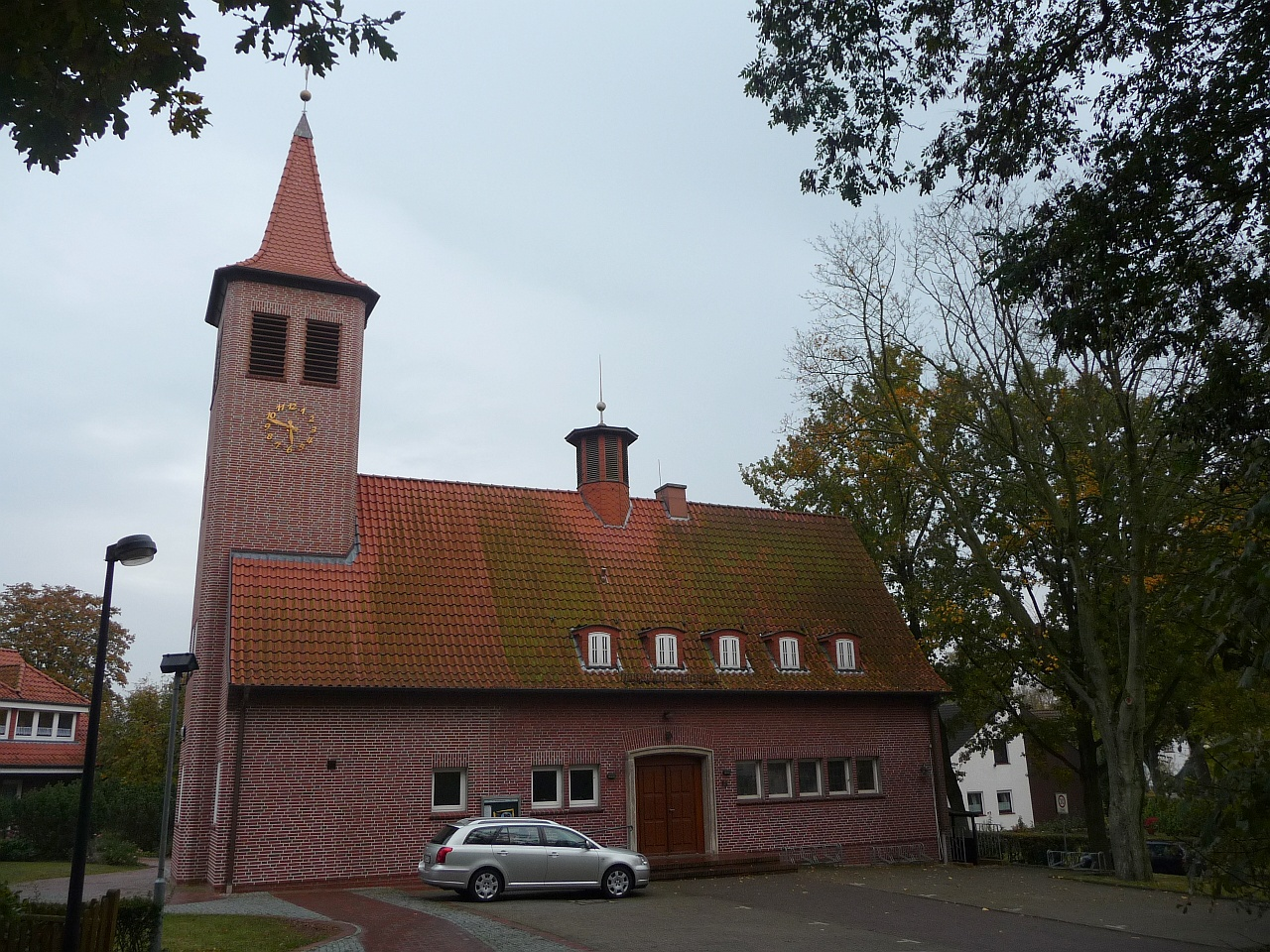
Evangelisch-reformierte Kirche Rekum

Die Evangelisch-reformierte Kirche in Rekum, einem Ortsteil von Bremen-Blumenthal, ist das Gotteshaus der Evangelisch-reformierten Gemeinde Rekum. Das 1956 errichtete Kirchengebäude steht in der Mitte des Ortsteils, am Pötjerweg 75.

## Geschichte
Rekum gehörte über Jahrhunderte wie Neuenkirchen, Vorbruch und Rade zum Kirchspiel Neuenkirchen und ab 1604 zum Kirchspiel Blomendal. Rekum war von 1885 bis 1932 eine Gemeinde im Landkreis Blumenthal, gehörte dann zum Landkreis Osterholz und ab 1939 zu Bremen. 1864 waren von 731 Einwohnern des Ortes 635 evangelisch-reformiert und 94 evangelisch-lutherisch. Auch das benachbarte Bremen war im 18. Jahrhundert, außer der Lutherischen Bremer Domgemeinde, überwiegend reformiert; erst nach dem Reichsdeputationshauptschluss von 1803 setzte sich in Bremen die Verschmelzung der beiden evangelischen Kirchen zur Bremischen Evangelischen Kirche (BEK) durch.
Bei der Eingemeindung Rekums in die Stadt Bremen 1939 blieb die Zugehörigkeit der Rekumer Gemeinde zur Evangelisch-reformierten Kirche mit Sitz in Leer beibehalten und besteht bis heute.
Mitte der 1950er Jahre wurde in Rekum ein eigenes Kirchengebäude erbaut und im März 1956 eingeweiht. Die gemeinsame Kirchengemeinde Neuenkirchen-Rekum bestand bis 1980; seitdem ist Rekum eine selbstständige Kirchengemeinde.

## Bauwerk
Das einschiffige Langhaus von 1956 mit einer roten Klinkerfassade hat eine Länge von 15 Meter und eine Breite von 9 Meter. Auf dem Satteldach befindet sich ein kleiner achteckiger Dachreiter. Rechtwinklig zum Hauptgebäude steht ein siebenachsiger Anbau. 2004 erfolgte der Anbau des quadratischen Glockenturmes mit einem einfachen, geschwungenen, ziegelgedeckten Turmhelm. Innen ist die Ausstattung der Kirche schlicht gehalten.

## Kirchengemeinde Rekum
Zur Kirchengemeinde Rekum gehören 1600 Menschen  (2022). Es bestehen Jugend- und Frauenkreise, Seniorengruppen, Musikgruppen (Gospelchor, Posaunenchor, Kammerchor), Konfirmandengruppen, Krabbelkreise, der Elternstammtisch und Freizeitgruppen. Seit den 1990er Jahren betreut der Evangelische Diakonieverein Rekum seine Mitglieder zuhause oder im Haus für betreutes Wohnen gleich neben der Kirche. Die Kirchengemeinde Rekum ist die einzige evangelische Gemeinde in der Stadt Bremen, die nicht der Bremischen Evangelischen Kirche (BEK) angehört. Sie gehört zum Synodalverband VIII der Evangelisch-reformierten Kirche in Deutschland.

## Friedhof
Der nur 0,2 ha große ev. Friedhof Rekum von 1956 befindet sich in Rekum an der Hörnstraße unweit des Weserufers. Er hat eine Kapelle am Eingang. Die Hauptallee trennt das Areal und Laubbäume begrenzen es.